# Liste der Auslandsvertretungen Malaysias

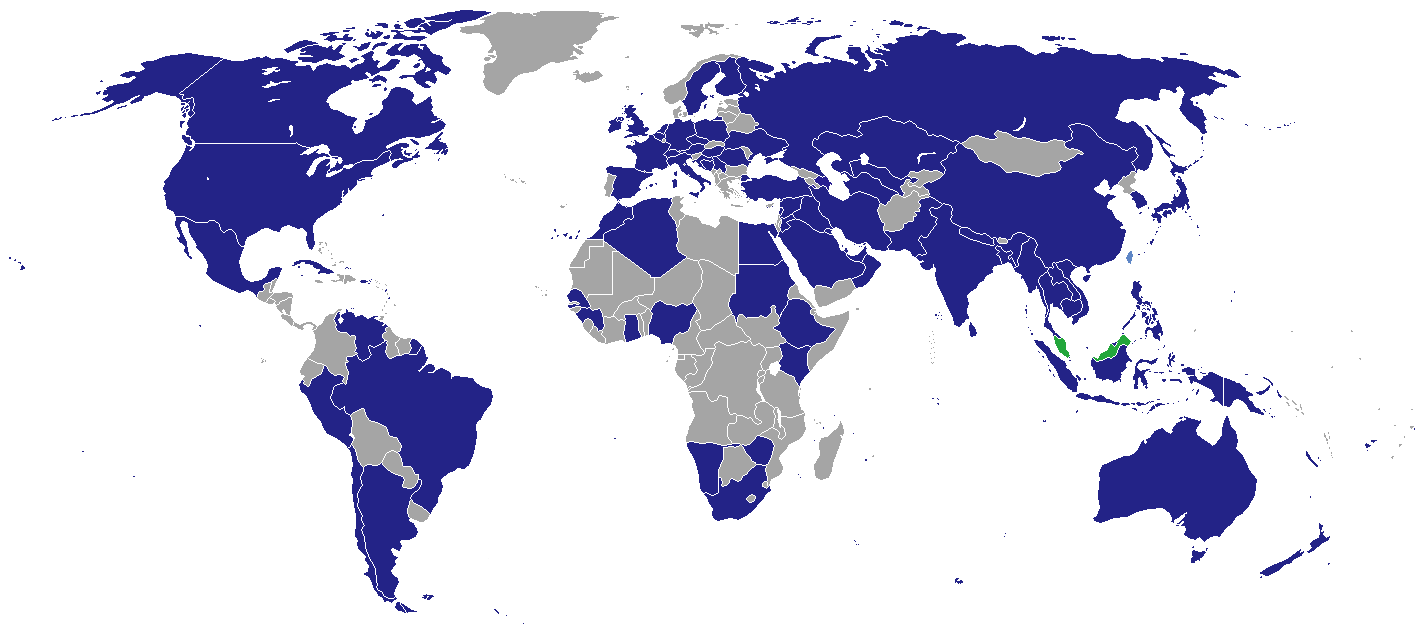
Standorte der diplomatischen Vertretungen von Malaysia

Dies ist eine Liste der diplomatischen und konsularischen Vertretungen von Malaysia.

## Diplomatische und konsularische Vertretungen

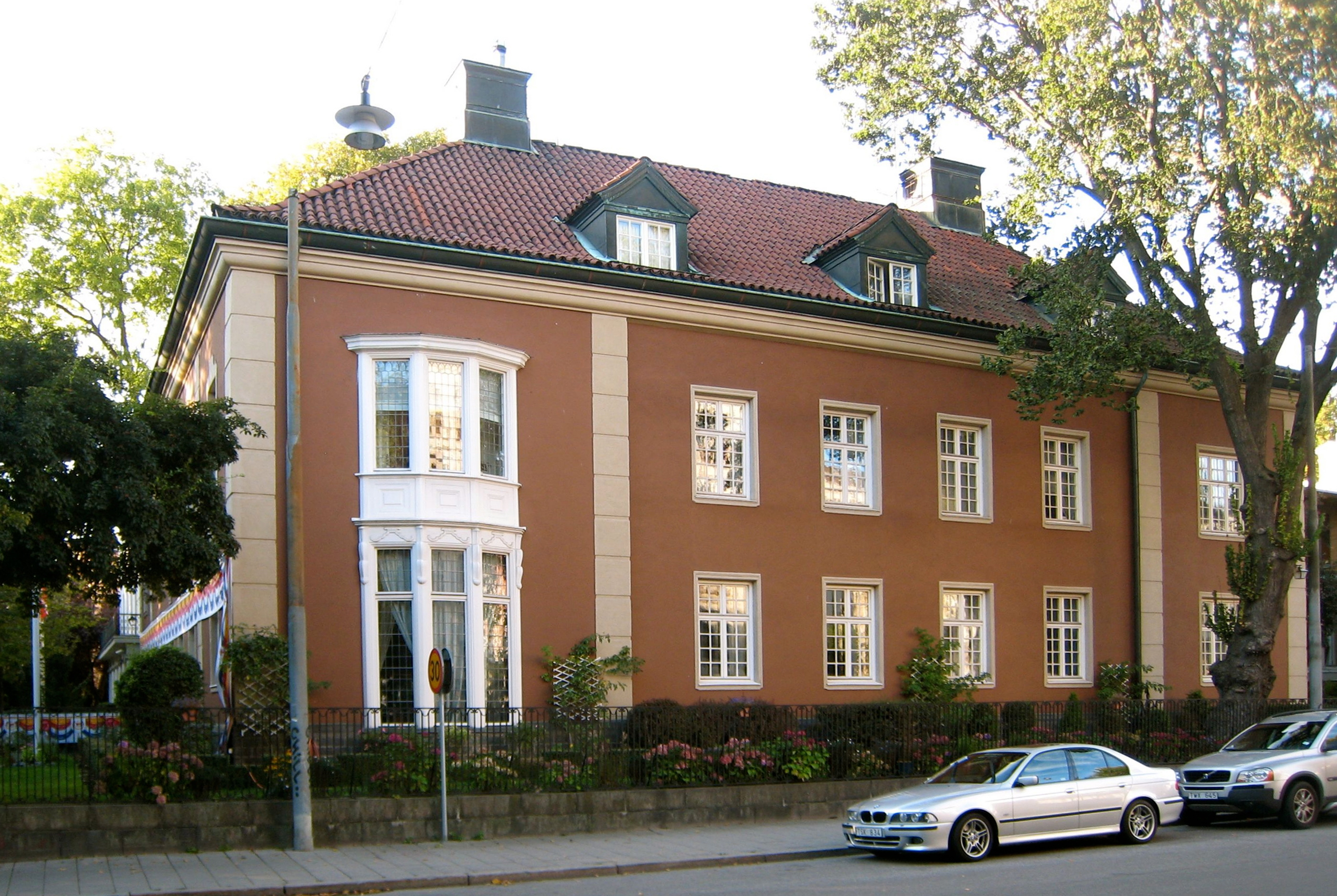
Malaysische Botschaft in Stockholm

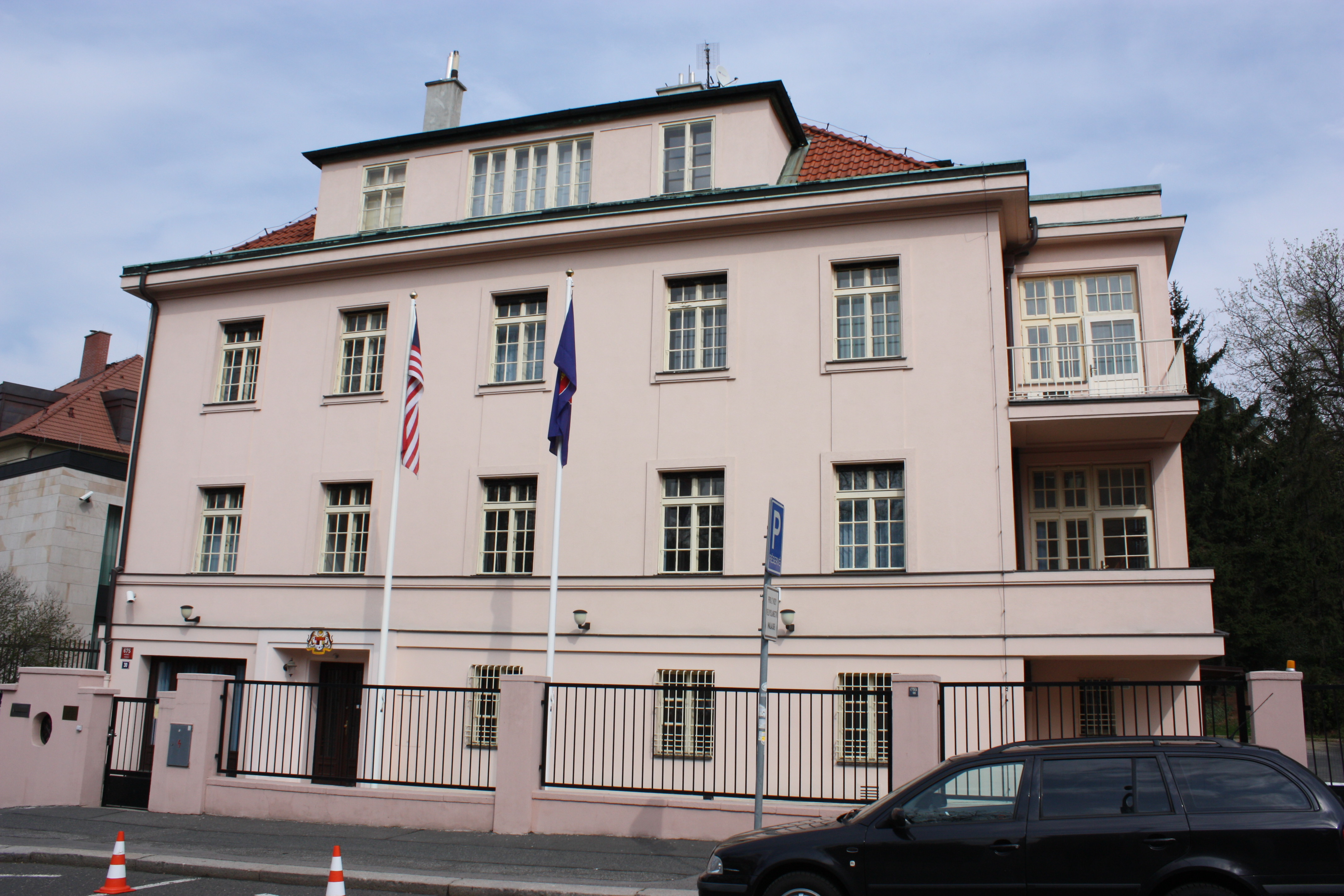
Malaysische Botschaft in Prag

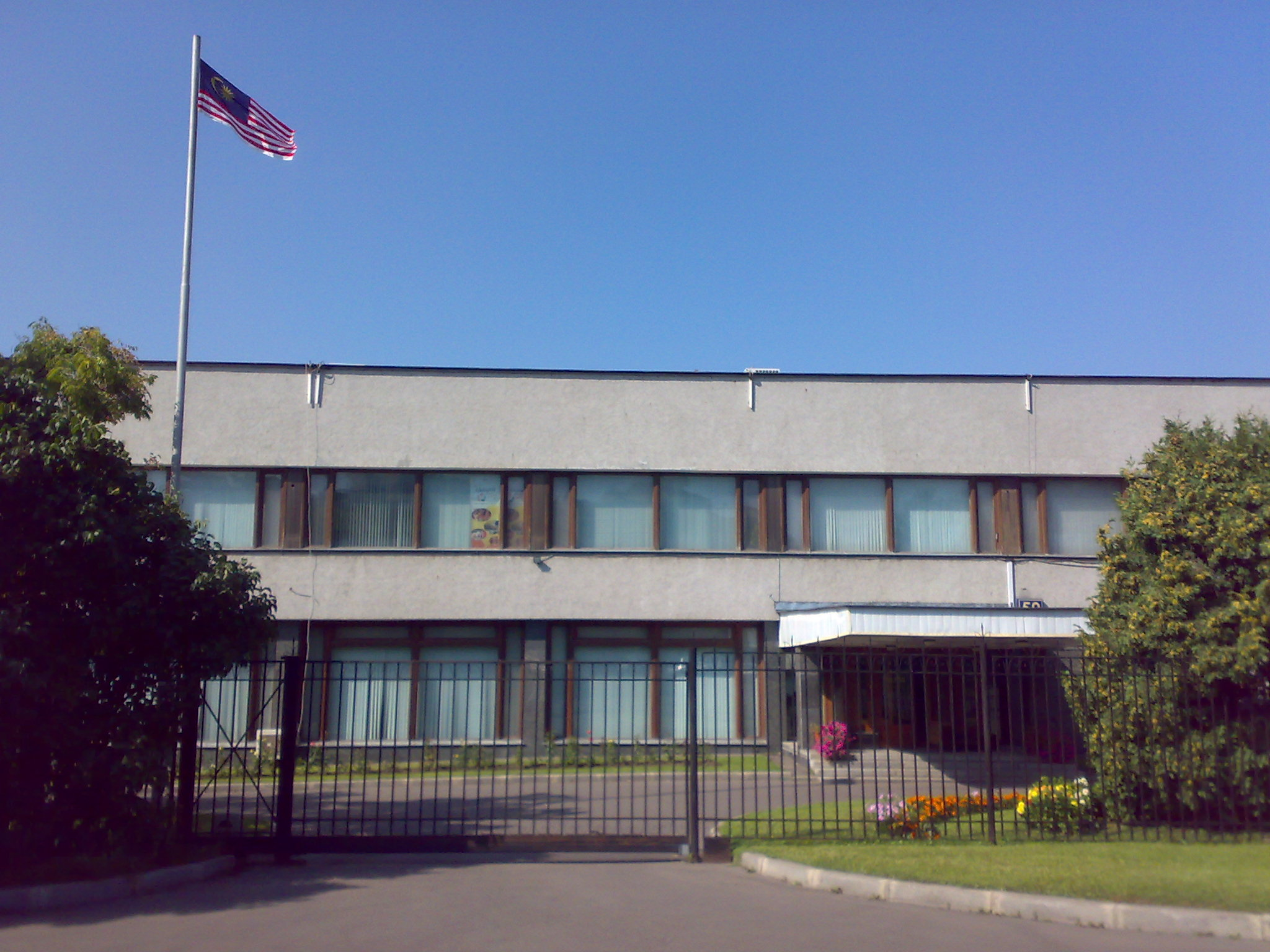
Malaysische Botschaft in Moskau

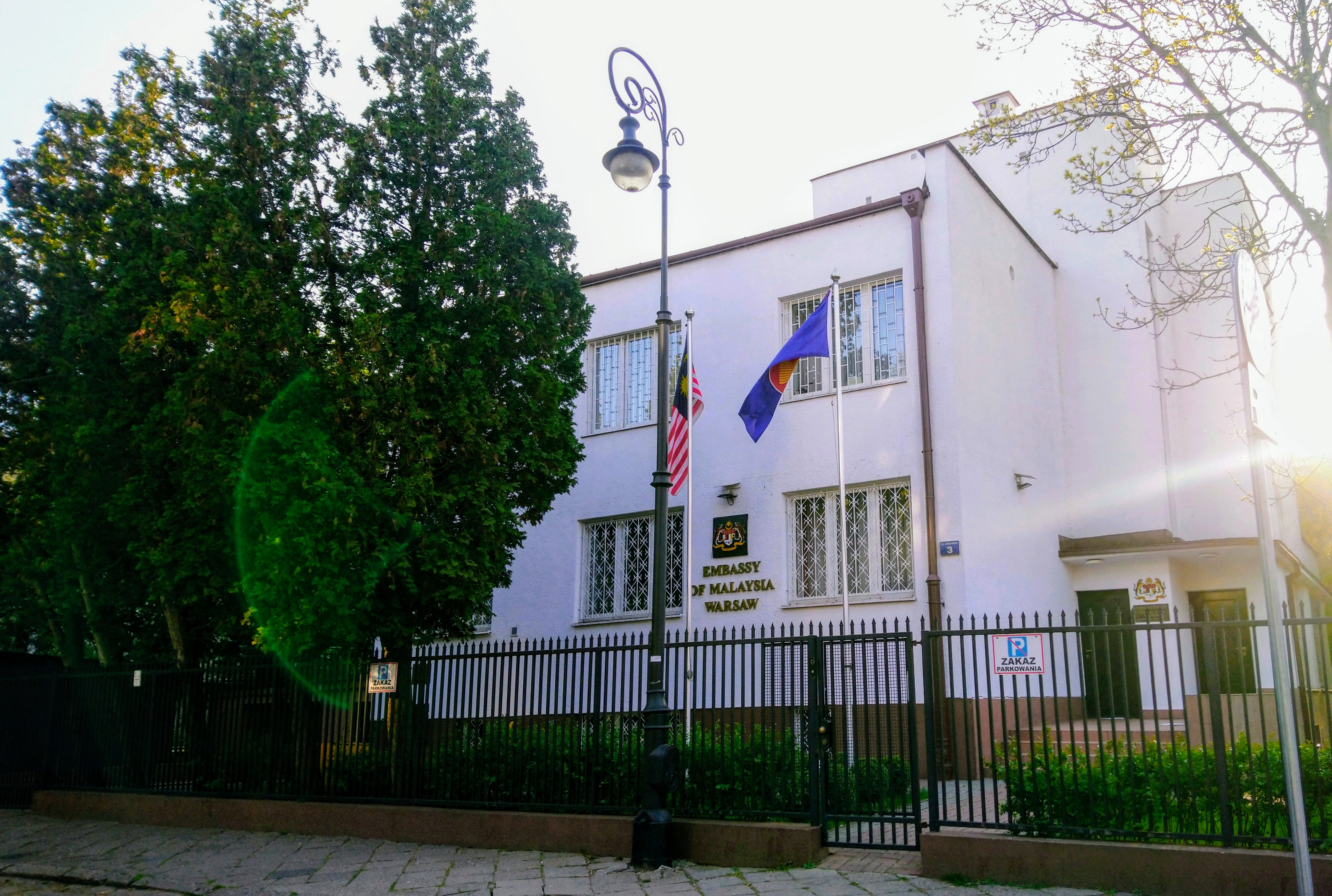
Malaysische Botschaft in Warschau

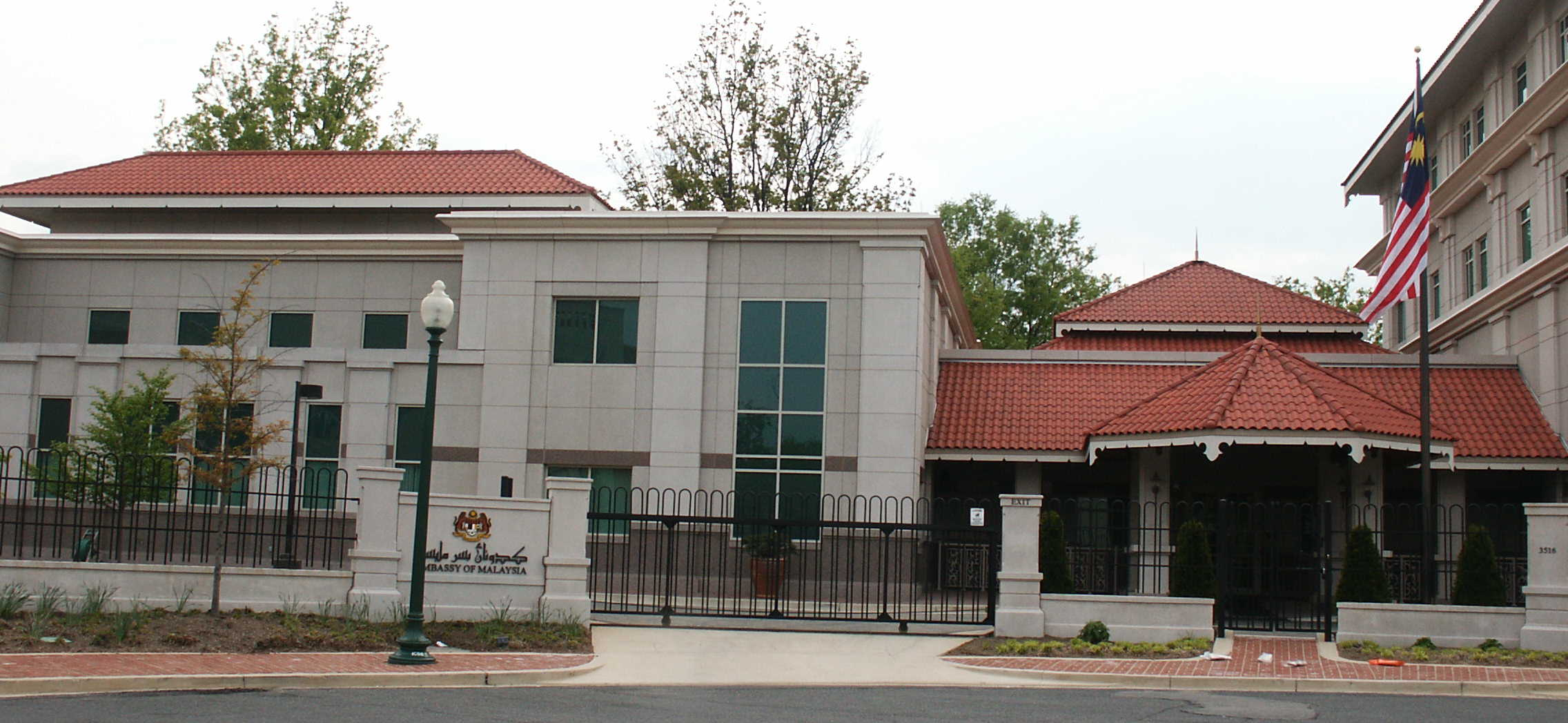
Malaysische Botschaft in Washington, D.C.

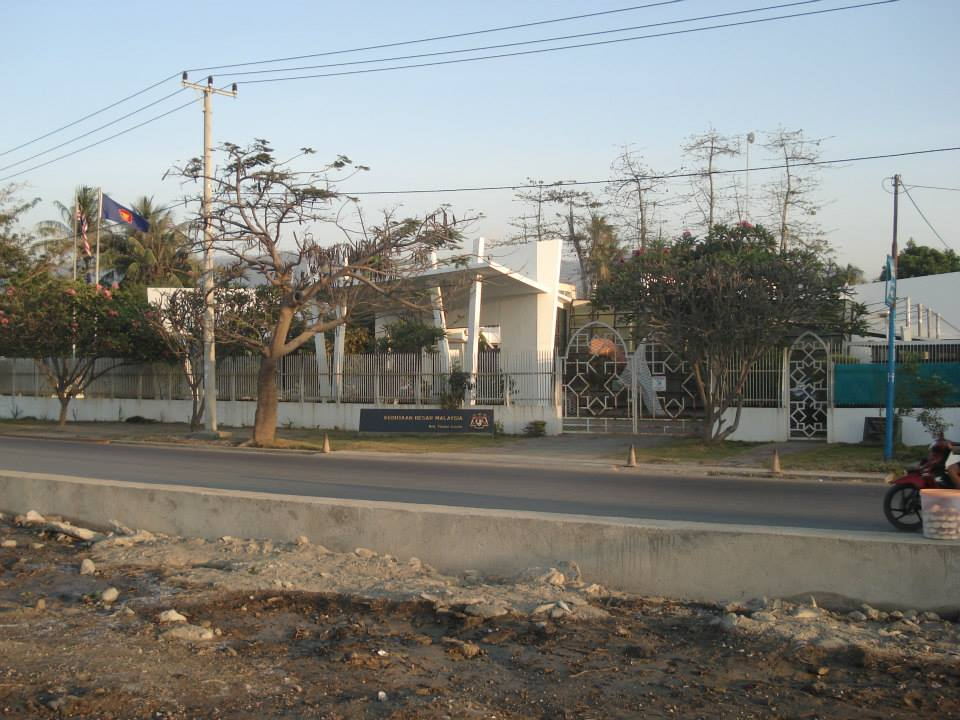
Malaysische Botschaft in Dili

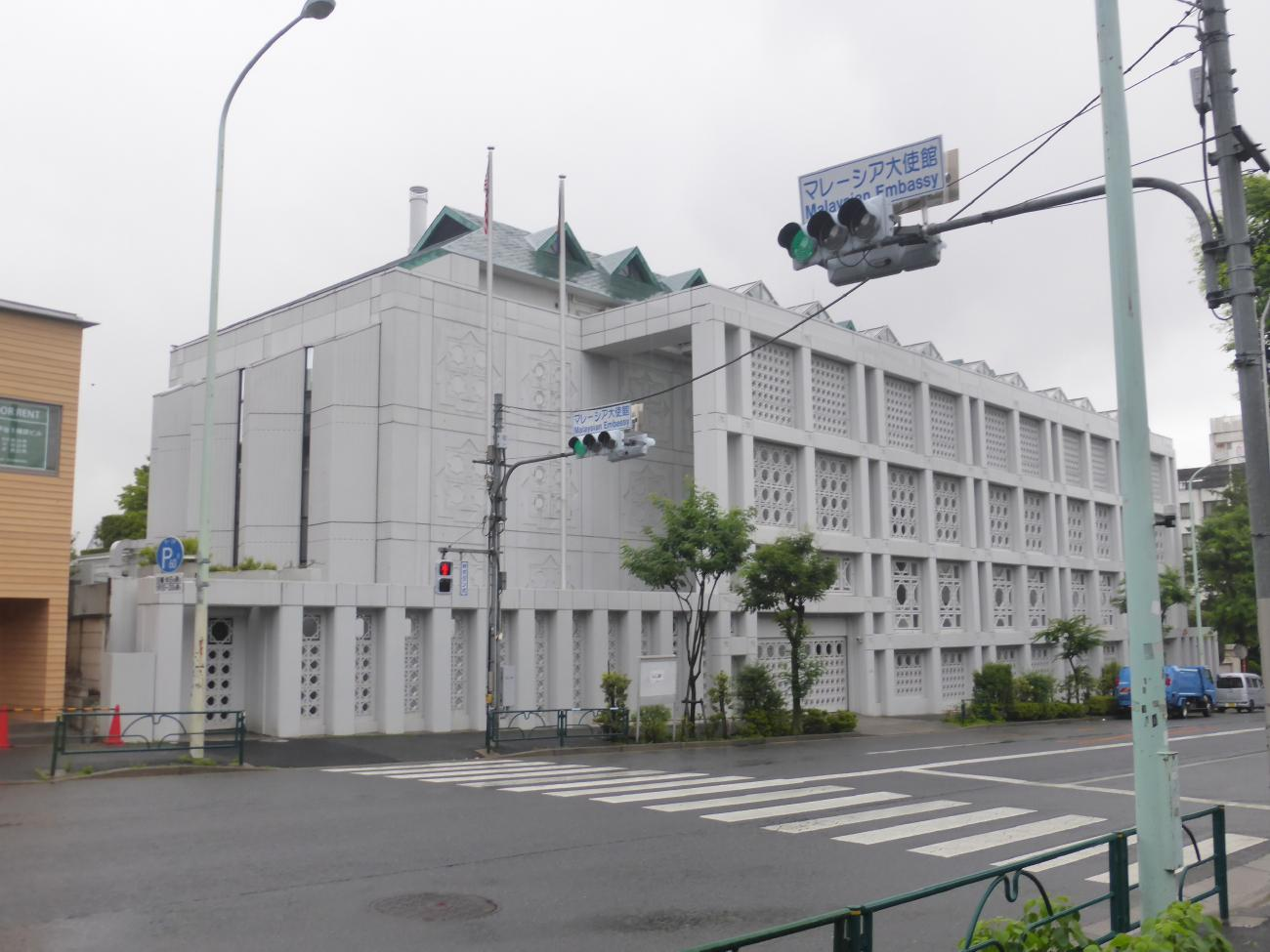
Malaysische Botschaft in Tokio

### Afrika
| - Ägypten: Kairo, Botschaft - Algerien: Algier, Botschaft - Ghana: Accra, Hohe Kommission - Guinea: Conakry, Botschaft - Kenia: Nairobi, Hohe Kommission - Libyen: Tripolis, Botschaft - Marokko: Rabat, Botschaft | - Namibia: Windhoek, Hohe Kommission - Nigeria: Abuja, Hohe Kommission - Senegal: Dakar, Botschaft - Simbabwe: Harare, Botschaft - Südafrika: Pretoria, Hohe Kommission - Sudan: Khartum, Botschaft |

### Asien
| - Aserbaidschan: Baku, Botschaft - Bahrain: Manama, Botschaft - Bangladesch: Dhaka, Hohe Kommission - Brunei: Bandar Seri Begawan, Hohe Kommission - Volksrepublik China: Peking, Botschaft - Volksrepublik China: Guangzhou, Generalkonsulat - Volksrepublik China: Hongkong, Generalkonsulat - Volksrepublik China: Kunming, Generalkonsulat - Volksrepublik China: Nanning, Generalkonsulat - Volksrepublik China: Shanghai, Generalkonsulat - Indien: Neu-Delhi, Hohe Kommission - Indien: Chennai, Generalkonsulat - Indien: Mumbai, Generalkonsulat - Indonesien: Jakarta, Botschaft - Indonesien: Medan, Generalkonsulat - Indonesien: Pekanbaru, Konsulat - Indonesien: Pontianak, Konsulat - Iran: Teheran, Botschaft - Japan: Tokio, Botschaft - Jemen: Sanaa, Botschaft - Jordanien: Amman, Botschaft - Kasachstan: Astana, Botschaft - Katar: Doha, Botschaft - Kambodscha: Phnom Penh, Botschaft - Kuwait: Kuwait, Botschaft - Laos: Vientiane, Botschaft | - Libanon: Beirut, Botschaft - Myanmar: Rangun, Botschaft - Nepal: Kathmandu, Botschaft - Nordkorea: Pjöngjang, Botschaft - Oman: Maskat, Botschaft - Osttimor: Dili, Botschaft (→Liste der malaysischen Botschafter in Osttimor) - Pakistan: Islamabad, Hohe Kommission - Pakistan: Karatschi, Generalkonsulat - Philippinen: Manila, Botschaft - Philippinen: Davao City, Generalkonsulat - Saudi-Arabien: Riad, Botschaft - Saudi-Arabien: Dschidda, Generalkonsulat - Singapur: Singapur, Hohe Kommission - Sri Lanka: Colombo, Hohe Kommission - Südkorea: Seoul, Botschaft - Syrien: Damaskus, Botschaft - Taiwan: Taipei, Malaysisches Handelsbüro - Thailand: Bangkok, Botschaft - Thailand: Songkhla, Konsulat - Turkmenistan: Aşgabat, Botschaft - Usbekistan: Taschkent, Botschaft - Vereinigte Arabische Emirate: Abu Dhabi, Botschaft - Vereinigte Arabische Emirate: Dubai, Generalkonsulat - Vietnam: Hanoi, Botschaft - Vietnam: Ho-Chi-Minh-Stadt, Generalkonsulat |

### Australien und Ozeanien
| - Australien: Canberra, Hohe Kommission - Australien: Melbourne, Generalkonsulat - Australien: Perth, Generalkonsulat - Australien: Sydney, Generalkonsulat | - Fidschi: Suva, Hohe Kommission - Neuseeland: Wellington, Hohe Kommission - Papua-Neuguinea: Port Moresby, Hohe Kommission |

### Europa
| - Belgien: Brüssel, Botschaft - Bosnien und Herzegowina: Sarajevo, Botschaft - Deutschland: Berlin, Botschaft - Deutschland: Frankfurt, Generalkonsulat - Finnland: Helsinki, Botschaft - Frankreich: Paris, Botschaft - Irland: Dublin, Botschaft - Italien: Rom, Botschaft - Kroatien: Zagreb, Botschaft - Niederlande: Den Haag, Botschaft - Österreich: Wien, Botschaft - Polen: Warschau, Botschaft (mit Zuständigkeit für Litauen) | - Rumänien: Bukarest, Botschaft - Russland: Moskau, Botschaft - Schweden: Stockholm, Botschaft - Schweiz: Bern, Botschaft - Serbien: Belgrad, Botschaft - Spanien: Madrid, Botschaft - Tschechien: Prag, Botschaft - Türkei: Ankara, Botschaft - Ukraine: Kiew, Botschaft - Ungarn: Budapest, Botschaft - Vereinigtes Königreich: London, Hohe Kommission |

### Nordamerika
| - Kanada: Ottawa, Hohe Kommission - Kanada: Vancouver, Generalkonsulat - Kuba: Havanna, Botschaft - Mexiko: Mexiko-Stadt, Botschaft | - Vereinigte Staaten: Washington, D.C., Botschaft - Vereinigte Staaten: Los Angeles, Generalkonsulat - Vereinigte Staaten: New York City, Generalkonsulat |

### Südamerika
| - Argentinien: Buenos Aires, Botschaft - Brasilien: Brasília, Botschaft - Chile: Santiago de Chile, Botschaft | - Peru: Lima, Botschaft - Venezuela: Caracas, Botschaft |

## Vertretungen bei internationalen Organisationen
- Europäische Union: Brüssel, Mission
- ASEAN: Jakarta, Ständige Vertretung
- Vereinte Nationen: New York, Ständige Vertretung
- Vereinte Nationen: Genf, Ständige Vertretung